# Archie Brathwaite
Archie Brathwaite (nacido en 1918) es un ex jardinero panameño de las Ligas Negras que jugó en la década de 1940. 

## Carrera
Originario de Colón, Panamá, Brathwaite hizo su debut en las ligas negras en 1944 con los Newark Eagles. Luego jugó dos temporadas con los Philadelphia Stars en 1947 y 1948, y luego pasó varias temporadas en la Liga Mexicana en la década de 1950.